# Mount Jamroga
Mount Jamroga är ett berg i Antarktis. Det ligger i Östantarktis. Nya Zeeland gör anspråk på området. Toppen på Mount Jamroga är 2 265 meter över havet, eller 409 meter över den omgivande terrängen. Bredden vid basen är 3,6 km.
Terrängen runt Mount Jamroga är varierad. Trakten är obefolkad. Det finns inga samhällen i närheten.